# Doamna Elena

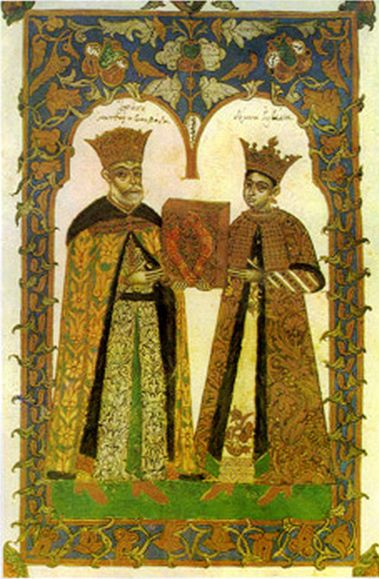

Doamna Elena, född 1598, död 1653, var furstinna av Valakiet. Hon är känd för sitt gynnande av kulturen under maken Matei Basarabs regeringstid och lät installera landets första tryckerier.